# Serans, Oise

Serans este o comună în departamentul Oise, Franța. În 1 ianuarie 2022 avea o populație de 187 de locuitori.